# Акатьевская волость
Акатьевская волость — волость в составе Коломенского уезда Московской губернии Российской империи и РСФСР. Существовала до 1929 года, центром волости было село Акатьево.
По данным 1890 года в состав волости входило 8 селений. В селе Акатьево размещались волостное правление, квартира полицейского урядника и земская школа. Также школы имелись в сёлах Белые Колодези, Васильево и Карасёво, в селе Молзино — церковно-приходская школа.
В 1918 году в волости было 12 сельсоветов. В 1922 году, в результате укрупнения, из 12-ти сельсоветов было образовано 6: Акатьевский, Апраксинский, Белоколодезский, Васильевский, Карасевский и Жилевский.
Согласно Всесоюзной переписи 1926 года численность населения 18-ти населённых пунктов волости составила 4256 человек (1837 мужчин, 2419 женщин), насчитывалось 944 хозяйства, среди которых 862 крестьянских. В селе Акатьево находились волостной исполнительный комитет, милиция, школа 1-й ступени, изба-читальня, почтовое агентство, агропункт, единое потребительское общество и 1 отдел сельского комитета крестьянской общественной взаимопомощи. Подобные комитеты располагались в деревнях Апраксино I и Жилево I, сёлах Белые Колодези, Васильевское и Карасево-Малое.
В ходе реформы административно-территориального деления СССР в 1929 году Акатьевская волость была упразднена, а её территория вошла в состав Коломенского округа Московской области.